# 유요 (광록훈)
유요(劉曜, ? ~ ?)는 후한의 관료로, 자는 계니(季尼)이며 동평국 무염현(無鹽縣) 사람이다. 전한 양효왕의 후손으로, 산양령(山陽令) 유현(劉顯)의 손자이며 부친은 박인령(栢人令)을 지냈다.

## 생애
낭중(郞中)·알자(謁者)·태관령(太官令)을 역임하였다가, 모친상을 당하고 관직을 사임하였다. 이후 다시 부름을 받아 주작사마(朱爵司馬)가 되었고, 거연도위(居延都尉)로 전임되었다. 다시 공적을 인정받아 의랑(議郞)·하내태수·장수교위·종정·위위·광록훈을 지냈다. 일흔세 살에 병으로 죽었다.
유요는 사서에는 등장하지 않는 인물로, 오직 《예석》(隷釋)에 전해지는 《광록훈유요비》(光祿勳劉曜碑)를 통해서 존재가 확인된다. 세 번이나 구경의 반열에 오른 인물이나, 사서에 등장하지 않을뿐더러 비문의 결락이 심하여 어느 시기의 인물인지도 알 수 없다.

## 출전
- 홍괄, 《예석》 권11 광록훈유요비(光祿勳劉曜碑)

| 전임 (불명) | 후한의 종정 ? ~ ? | 후임 (불명) |

| 전임 (불명) | 후한의 위위 ? ~ ? | 후임 (불명) |

| 전임 (불명) | 후한의 광록훈 ? ~ ? | 후임 (불명) |